# Morelia (Mexikó)
Morelia (korábban évszázadokon át Valladolid) a mexikói Michoacán állam fővárosa és legnépesebb városa, 2010-ben mintegy 600 000 lakója volt. Történelmi belvárosának műemlékeit az UNESCO 1991-ben a Világörökség részévé nyilvánította. A Moreliai főegyházmegye érseki székvárosa a mai nevét híres szülöttéről, José María Morelosról, a mexikói függetlenségi háború egyik vezéralakjáról kapta 1828-ban.

## Földrajz

### Fekvése
Morelia az ország egyik déli államában, Michoacánban fekszik, annak északi részén, a Vulkáni-kereszthegység és a Déli-Sierra Madre találkozásánál mintegy 1900 méteres tengerszint feletti magasságban található völgyben. A várostól délkeletre 2500, északnyugatra és délnyugatra 2800 métert is meghaladó magasságú hegyek emelkednek, köztük a Cerro Quinceo és a Cerro El Águila. A település déli határában terül el a Cointzio-víztározó, melyen keresztülfolyik a város legnagyobb folyója is, a Grande de Morelia (vagy Río Grande). Ez a folyó Moreliától mintegy 10 km-rel északra egész Mexikó második legnagyobb tavába, a Cuitzeo-tóba torkollik.

### Éghajlat
A város éghajlata meleg, nyáron és ősz elején igen csapadékos. Minden hónapban mértek már legalább 32 °C-os hőséget, de a rekord nem érte el a 40 °C-ot. Az átlagos hőmérsékletek a januári 14,5 és a májusi 21,5 fok között váltakoznak, a téli hónapokban kisebb fagyok előfordulhatnak. Az évi 800 mm csapadék időbeli eloszlása rendkívül egyenetlen: a júniustól szeptemberig tartó 4 hónapos időszak alatt hull az éves mennyiség csaknem 80%-a.
| Hónap                                   | Jan. | Feb. | Már. | Ápr. | Máj. | Jún. | Júl. | Aug. | Szep. | Okt. | Nov. | Dec. | Év   |
| --------------------------------------- | ---- | ---- | ---- | ---- | ---- | ---- | ---- | ---- | ----- | ---- | ---- | ---- | ---- |
| Rekord max. hőmérséklet (°C)            | 35,0 | 33,0 | 39,0 | 36,5 | 38,0 | 38,5 | 34,5 | 32,0 | 33,0  | 34,0 | 38,3 | 33,0 | 39,0 |
| Átlagos max. hőmérséklet (°C)           | 23,9 | 25,6 | 28,0 | 30,1 | 30,6 | 28,4 | 26,1 | 26,0 | 25,5  | 25,5 | 25,3 | 24,2 | 26,6 |
| Átlaghőmérséklet (°C)                   | 14,5 | 15,9 | 18,1 | 20,3 | 21,5 | 20,9 | 19,4 | 19,4 | 19,1  | 18,0 | 16,5 | 15,0 | 18,2 |
| Átlagos min. hőmérséklet (°C)           | 5,2  | 6,1  | 8,3  | 10,6 | 12,4 | 13,4 | 12,7 | 12,9 | 12,6  | 10,5 | 7,8  | 5,9  | 9,9  |
| Rekord min. hőmérséklet (°C)            | −4,4 | −3,0 | 0,2  | 1,7  | 4,6  | 3,0  | 3,9  | 6,0  | 5,0   | 0,0  | −1,1 | −4,4 | −4,4 |
| Átl. csapadékmennyiség (mm)             | 18   | 7    | 10   | 14   | 47   | 142  | 181  | 165  | 141   | 56   | 12   | 6    | 799  |
| Forrás: Servicio Meteorológico Nacional |      |      |      |      |      |      |      |      |       |      |      |      |      |

## Népesség
A város népessége folyamatosan és gyorsan növekszik, igaz, 2005 és 2010 között néhány városrész önállóvá vált (például az összesen majdnem 20 000 lakosú Conjunto Habitacional Villas del Pedregal és Fraccionamiento Misión del Valle), ezért a szűken vett Morelia lakossága akkor csökkenést mutatott. Ezeket a változásokat szemlélteti a következő táblázat:
| Év   | Lakosság |
| ---- | -------- |
| 1990 | 428 486  |
| 1995 | 512 169  |
| 2000 | 549 996  |
| 2005 | 608 049  |
| 2010 | 597 511  |

## Története
A Guayangareo-völgyben, ahol a város fekszik, a 7. században telepedtek meg először emberek: az első lakók a teotihuacánok népéhez tartoztak. A 12. és 14. század között matlatzinkák érkeztek ide, a tzintzuntzani taraszkó vezetők jóváhagyásával.
A spanyolok 1525-ben vagy 1526-ban érkeztek először a területre Gonzalo Gómez vezetésével. 5 évvel később a ferences rendi Juan de San Miguel és Antonio de Lisboa kezdték meg a hittérítést a környékbeli őslakosok körében. A következő években Vasco de Quiroga püspök Pátzcuaróban szeretett volna létrehozni püspökségi székhelyet, de Antonio de Mendoza alkirály egy új várost akart alapítani, Valladolidot. Kettejük ellenségeskedése eltartott ugyan 4 évtizedig, de Valladolid 1541-ben megszületett. Bár első épületeit csak 1543-ban kezdték el építeni, 1545-ben V. Károly német-római császár (aki I. Károly néven spanyol király volt) máris ciudad (város) rangra emelte a települést. Azonban a püspökség valóban Pátzcuaróban, vagy ahogy akkor nevezték, Ciudad de Michoacánban jött létre, ezt a nevet Valladolid nem is használhatta. Csak 1575-ben rendelte el a király, hogy az önkormányzat és az igazságszolgáltatás szervei áttelepüljenek Valladolidba és még 5 évet kellett várni, hogy az egyházmegye székhelye és vele együtt a szintén Quiroga által alapított Colegio de San Nicolás iskola is ide költözzön.
A 17. században a város nagy fejlődésnek indult: számos fontos épület épült, például 1640-ben elkezdték építeni a székesegyházat (1744-re lett kész), 1657-ben pedig a híres vízvezetéket.
1743-ban megalapították a Colegio de Santa Rosa María iskolát is, mely XV. Benedek pápa későbbi rendeletének nyomán az egész amerikai kontinens első zenei konzervatóriumává vált. 1773-ban Antonio María de Bucareli y Ursúa alkirály támogatásáról biztosította a város lakóit abban az ügyben, hogy Valladolid lehessen Michoacán tartomány (ekkor még nem állam) fővárosa.
Ebben a században a későbbi függetlenségi harc jeles személyiségei közül többen itt születtek, itt kezdték pályájukat vagy itt tevékenykedtek: Valladolidban jött világra José María Morelos, Josefa Ortiz de Domínguez és Agustín de Iturbide is, Miguel Hidalgo pedig az itteni Colegio de San Nicolásban tanított.

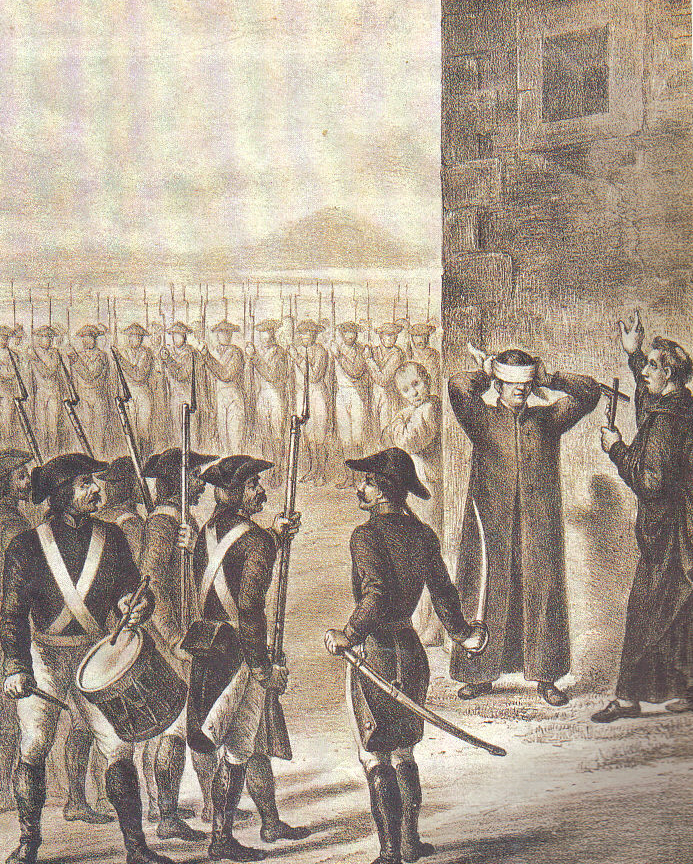
Matamoros kivégzése

1809-ben itt történt a függetlenségi háború legfontosabb előzményei közé tartozó valladolidi összeesküvés, mely azonban lelepleződött és a következő évben Querétaro városában folytatódott. 1810-ben, amikor Hidalgo a városba érkezett, kiadta első dekrétumát a rabszolgaság eltörlésével kapcsolatban. 1813 végén a spanyolok kezén levő várost Morelos seregei kezdték ostromolni, azonban vereséget szenvedtek. A visszavonuló csapatokra 1814 elején Puruarán mellett a királypártiak újabb vereséget mértek, ekkor esett fogságba Mariano Matamoros is, akit ezután Valladolidba szállítottak és kivégeztek. 1821-ben Iturbide bevette a várost, ekkor már ünnepségeket is rendeztek az ország (még el nem ismert) függetlenségének örömére.
Valladolid nevét 1828-ban változtatták Moreliára, a függetlenségi harc 1815-ben Ecatepecben kivégzett hősének, José María Morelosnak emlékére, 1831-ben pedig megalapították Morelia községet is.
1833-ban Valentín Gómez Farías alelnök reformintézkedései ellen tiltakozva Ignacio Escalada felkelést szított Moreliában és bejelentette Antonio López de Santa Anna visszatérését a hatalomba. Az 1854-ben kitört ayutlai forradalom felkelői ellen harcoló csapatok élén Santa Anna tábornok 1855-ben személyesen is Moreliába érkezett.
Az 1863-as francia beavatkozás idején az idegen csapatok megszállták Moreliát, ekkor a főváros Uruapanba költözött át. 1864-ben Miksa császár a városba látogatott, a település konzervatív családjai pedig aláírtak egy őt támogató dokumentumot. 1867-ben a köztársaságpárti Nicolás de Régules tábornok csapatai szállták meg Moreliát, Justo Mendoza Ramírez kormányzó pedig bejelentette, hogy az állam fővárosa most már visszaköltözik ide. 1869-ben Epitacio Huerta antijuarista (Juárez-kormány-ellenző) csapatai támadták meg a települést, de visszaverték őket, 1876-ban pedig a Tuxtepec-tervet támogató hadak szállták meg Moreliát.
A város mindeközben töretlenül fejlődött: 1870-ben távíróvonal létesült, 1883 szeptemberében pedig megnyílt az első vasútvonal.
A forradalom idején 1911-ben maderista csapatok élén Salvador Escalante vonult be a városba, a lakosság nagyobb részének ünneplése közepette, 1915-ben pedig José Prieto villista erői foglalták el Moreliát egy hónapra.
1917-ben alapították meg a város egyetemét, az Universidad Michoacana de San Nicolás de Hidalgót.
1924-ben került sor az utolsó katonai akcióra a városban: ekkor delahuertista felkelők hajtottak végre támadást a város főterén, melyet többek között Manuel Ávila Camacho tábornok, a későbbi államelnök védelmezett.

## Turizmus, látnivalók

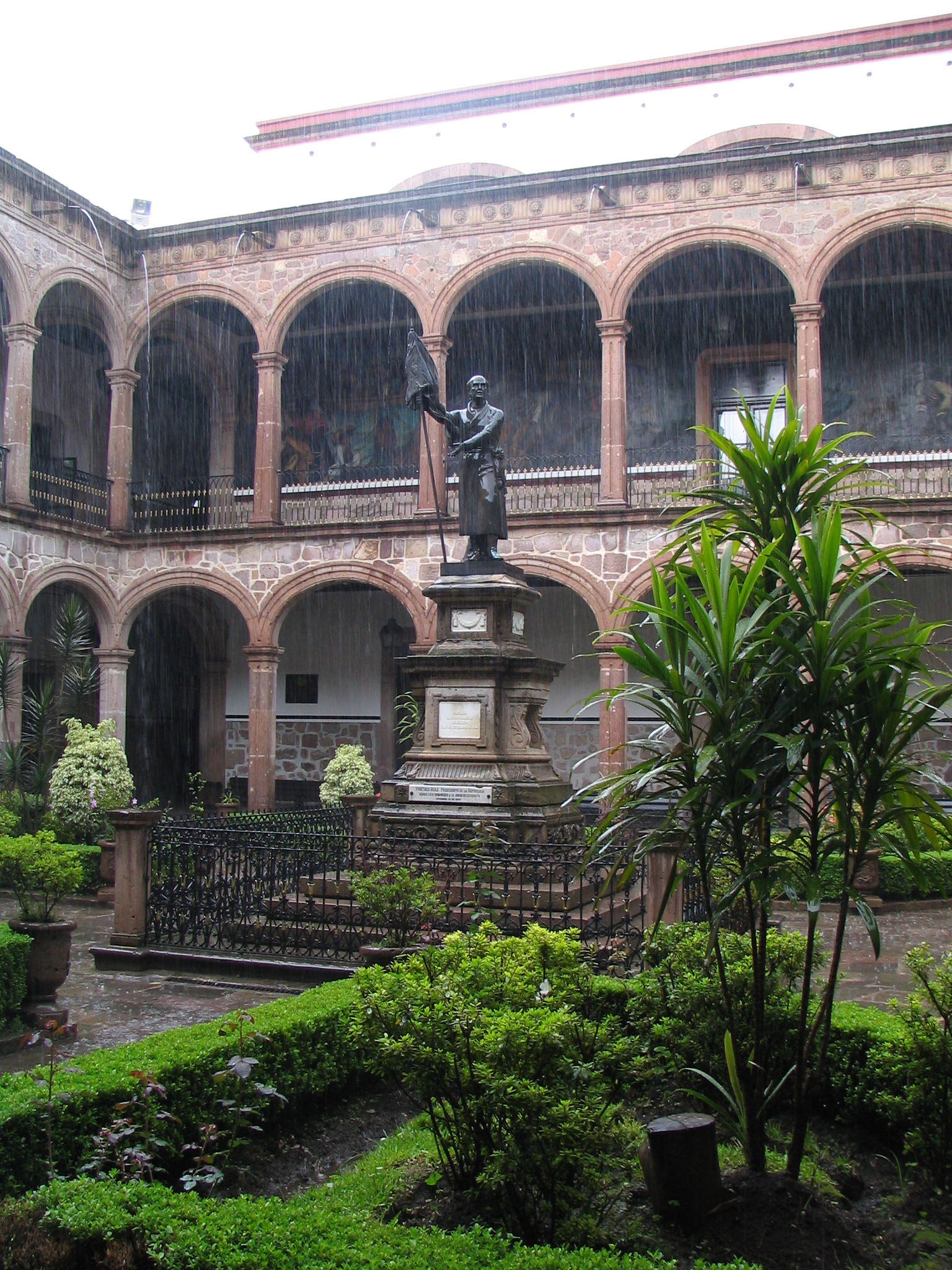
A Colegio de San Nicolás udvara, Miguel Hidalgo szobrával

### Műemlékek
A világörökség részét képező belváros bővelkedik a sok évszázados műemlékekben. Kiemelkedő értéket képvisel például az 1744-ben elkészült Krisztus színeváltozása székesegyház, az 1513-ban építeni kezdett Szent Ferenc-kolostor, az 1550-ben alapított Szent Ágoston-kolostor, az 1580-ban építeni kezdett Jézus Társasága-templom és kolostor (mely Palacio Clavijero néven is ismert), az 1597-ből származó Carmen-kolostor, a 17. század végi–18. század eleji Szent Katalin-kolostor, az 1613-as Convento de la Merced kolostor, az 1743-ban alapított Colegio de Santa Rosa María, az 1734 és 1770 között épült végrehajtó hatalom palotája (Palacio del Poder Ejecutivo), a Törvénypalota (Palacio del Poder Legislativo), a legfelsőbb bíróság székháza a 18. századból (Palacio del Supremo Tribunal de Justicia), az 1882-ben újjáépített Colegio Primitivo y Nacional de San Nicolás de Hidalgo, a 18. századi Museo Michoacano múzeum, Morelos szülőháza a Corregidora utcában (ma múzeum és könyvtár), Morelos háza a Morelos Sur utcában (ma múzeum), a 18. század végéről származó vízvezeték, Mariano Michelena háza, az állami múzeum, az egyházi javítóintézet és Iturbide szülőháza.

### Múzeumok

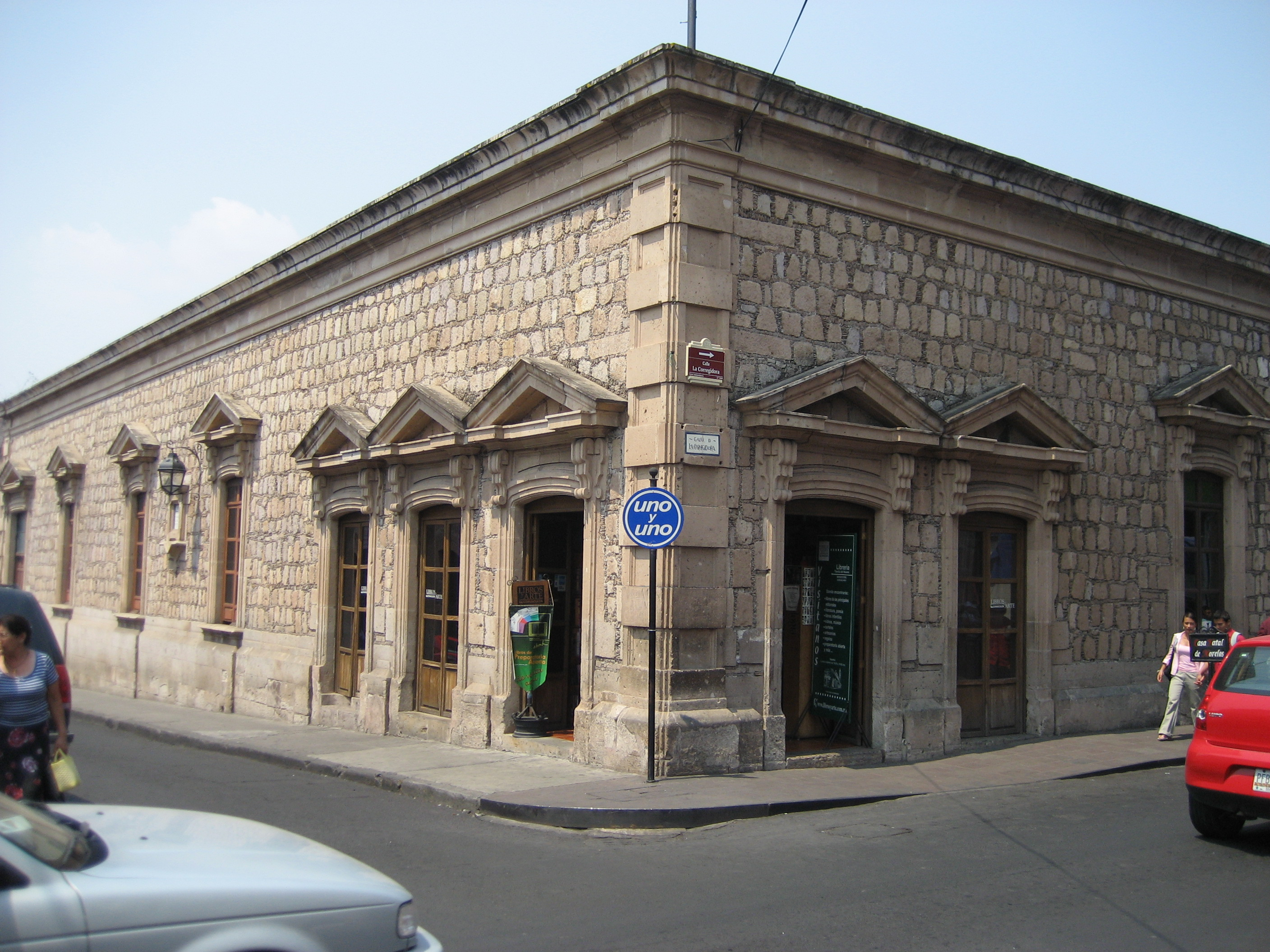
José María Morelos szülőháza

Számos múzeum is várja a látogatókat:
- A Museo del Estado egy 18. századi házban nyílt meg 1986-ban, régészeti, történelmi és néprajzi részlegeket alakítottak ki benne, valamint megtalálható itt egy 1868-ból származó gyógyszertár berendezése.[8]
- A Museo Regional Michoacano is egy 18. századi házban működik, melyet 1772-ben Isidro Huarte vásárolt meg, 1864-ben itt szállt meg a városba látogató Miksa császár. 1886-ban nyílt meg benne a múzeum, ezzel az egész ország legrégebbi múzeumai közé tartozik.[9]
- Morelos szülőházában és későbbi házában is egy-egy múzeumot rendeztek be, emellett van még a városban egy, a koloniális korból származó művészeti kiállítás, egy kortárs művészeti bemutató és egy természettörténeti múzeum is.
- A Casa de las Artesaníasban (azaz Kézművességek Házában) és az Orquidarióban[10] (virágokat, főként orchideákat bemutató kertben) vásárlásra is lehetőség van.[7]

### Szobrok, emlékművek

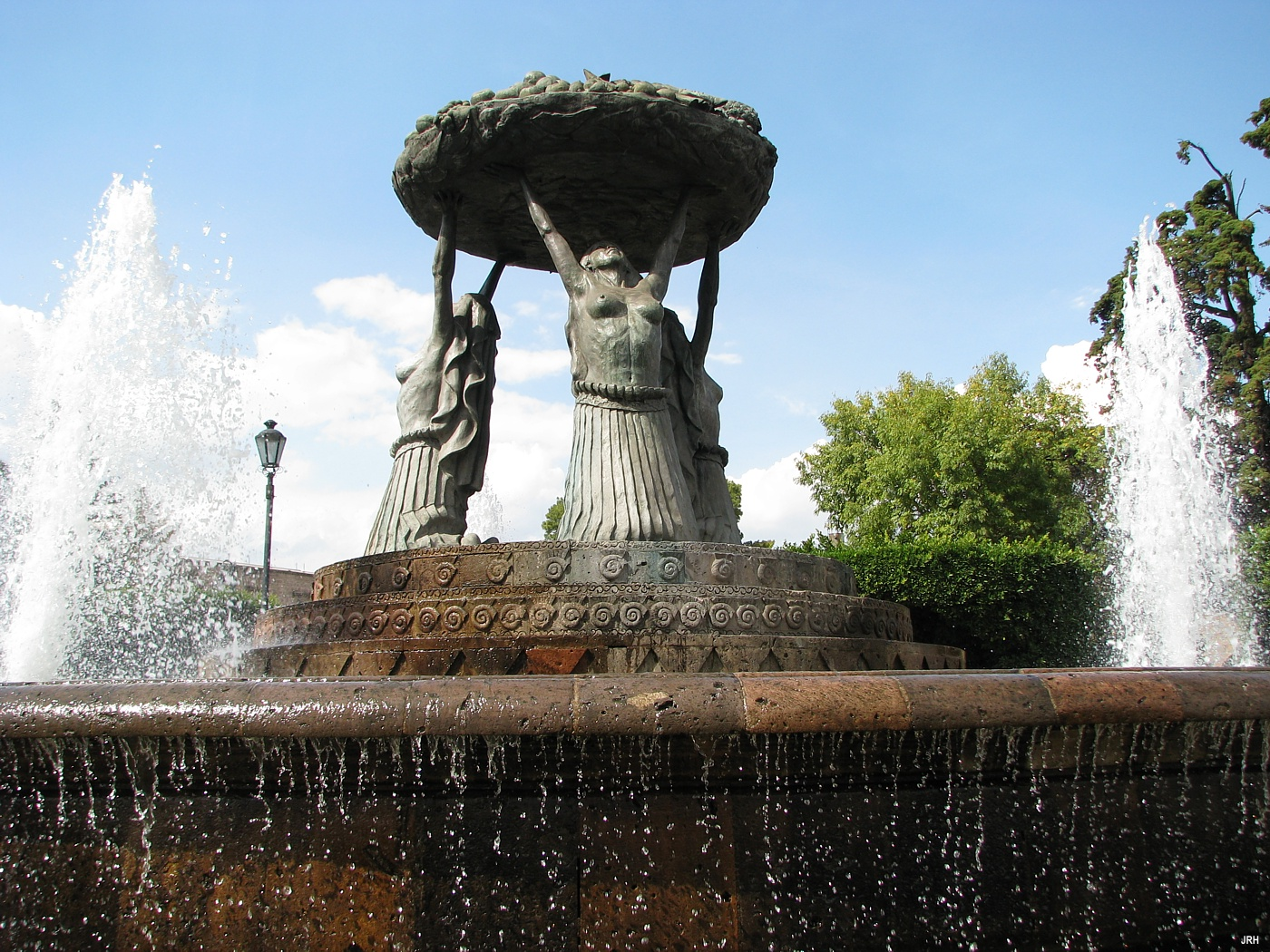
A Fuente de las Tarascas

A város utcáit, tereit sok szobor díszíti, legjelentősebbek közülük a José María Morelos, a Lázaro Cárdenas, a Benito Juárez, a Miguel de Cervantes, a Vasco de Quiroga és a Melchor Ocampo emlékére emeltek, valamint a Fuente de las Tarascas nevű szökőkút, mely a város egyik jelképévé vált. A szökőkút 1984-ben készült bronzszobra három meztelen felsőtestű nőalakot ábrázol (a purepecsa hercegnőket: Atzimbát, Eréndirát és Tzetzangarit), akik egy hatalmas, gyümölccsel teli tálat tartanak.

## Sport
A város legismertebb sportcsapata a Monarcas Morelia labdarúgóklub volt, amely 2020-as megszűnéséig az első osztályú bajnokságban szerepelt. Története során egy bajnoki címet szerzett (a 2000-es téli bajnokságban) és egyszer nyerte meg a kupát (2013 Apertura). Stadionjuk a modern Estadio Morelos, melyet 1989. április 9-én nyitották meg. Befogadóképessége kb. 35 000 fő, a lelátó különleges alakjának köszönhetően minden pontjáról jó a látószög a pályára.